# Braun (modehuis)
Braun is een modewarenhuis in het Duitse Moers. Het modewarenhuis werd in 1920 opgericht door Rudolf en Babette Braun.
Oorspronkelijk was Braun een speciaalzaak voor heren- en jongenskleding. In 1937 stierf Rudolf en moest Babette de winkel voortzetten met hulp van de kinderen Rudolf junior en Elisabeth. Nadat Rudolf in 1947 terugkeerde uit krijgsgevangenschap nam hij met zijn moeder de leiding over het bedrijf, dat dan 350m² winkeloppervlakte heeft. Vanaf 1957 werd het assortiment uitgebreid met dameskleding. Daarna volgde kinderkleding, ondergoed, sportkleding, schoenen, lederwaren en woondecoratie.
In de loop der tijd kon de familie Braun naastgelegen percelen kopen om de winkel uit te breiden. In 1996 werd het aansluitende hoekpand aan de Neumarkt van de voormalige Kauftreff verkregen. Hiermee ontstond een winkel met een oppervlakte van 18.000m² op 4 verdiepingen en zo'n 400 medewerkers. Het is de grootste winkel in Moers.
Het modewarenhuis heeft een eigen parkeergarage die directe toegang tot de winkel geeft.